# Nati nel 1961/Maggio
| Questa pagina contiene informazioni ricavate automaticamente dalle voci biografiche con l'ausilio del template Bio e di un bot. L'aggiornamento è periodico e automatico e ricostruisce completamente la pagina. Se manca una persona in questa lista, sei pregato di non aggiungerla, ma accertati piuttosto che la sua voce biografica contenga il template Bio e che i dati anagrafici siano correttamente compilati. Se il template Bio manca, inseriscilo tu stesso o, in alternativa, metti l'avviso {{tmp\|Bio}} che ne segnala la mancanza. Se i dati riportati sono sbagliati, correggi direttamente la voce biografica; le modifiche saranno visibili in questa lista entro pochi giorni. Per chiarimenti vedi il progetto biografie. La lista contiene solo le 272 persone che sono citate nell'enciclopedia e per le quali è stato implementato correttamente il template Bio. Pagina aggiornata al 10 giu 2025. |

- 1º maggio - Jan van Aken, politico e biologo tedesco
- 1º maggio - Andrea Arban, ex sciatore alpino italiano
- 1º maggio - Timna Brauer, cantante austriaca
- 1º maggio - Luis Capurro, ex calciatore ecuadoriano
- 1º maggio - Matt Cartwright, politico e avvocato statunitense
- 1º maggio - Douglas Crise, montatore statunitense
- 1º maggio - Saint-Joseph Gadji-Celi, cantante e ex calciatore ivoriano
- 1º maggio - Sudarat Keyuraphan, politica thailandese
- 1º maggio - Lee Sterrey, allenatore di calcio e ex calciatore australiano
- 1º maggio - Clint Malarchuk, ex hockeista su ghiaccio canadese
- 1º maggio - Vasilij Sidorenko, ex martellista russo
- 1º maggio - Christo Steyn, ex tennista sudafricano
- 1º maggio - Ernesto Vargas, ex calciatore uruguaiano
- 1º maggio - Giuseppe Volpecina, dirigente sportivo e ex calciatore italiano
- 2 maggio - Julián Camino, ex calciatore argentino
- 2 maggio - Paola Caridi, giornalista e blogger italiana
- 2 maggio - Mark Dennis, ex calciatore inglese
- 2 maggio - Peter Doohan, tennista australiano († 2017)
- 2 maggio - Roy Hinson, ex cestista statunitense
- 2 maggio - Beeban Kidron, regista britannica
- 2 maggio - Anna Parisi, saggista italiana
- 2 maggio - Dr. Robert, cantante britannico
- 2 maggio - Derek Vaughan, politico britannico
- 2 maggio - Brad Wright, produttore cinematografico e sceneggiatore canadese
- 2 maggio - Frédéric Zigante, musicista e chitarrista italiano
- 3 maggio - Miro Gavran, scrittore, sceneggiatore e drammaturgo croato
- 3 maggio - Michael Gould, attore britannico
- 3 maggio - Ellen Howell, astronoma statunitense
- 3 maggio - John Mathieson, direttore della fotografia inglese
- 3 maggio - Steve McClaren, allenatore di calcio, dirigente sportivo e ex calciatore inglese
- 3 maggio - Joe Murray, animatore e sceneggiatore statunitense
- 3 maggio - Giannīs Samaras, allenatore di calcio e ex calciatore greco
- 3 maggio - Daniel Florencio Sánchez, ex calciatore uruguaiano
- 3 maggio - David Vitter, politico statunitense
- 3 maggio - Ansgar Wessling, ex canottiere tedesco
- 3 maggio - Leyla Zana, politica e attivista turca
- 4 maggio - Ermen Benítez, ex calciatore ecuadoriano
- 4 maggio - Alessandro Ghini, ex rugbista a 15 e allenatore di rugby a 15 italiano
- 4 maggio - Luis Herrera, ex ciclista su strada colombiano
- 4 maggio - Richard Hill, ex rugbista a 15 e allenatore di rugby a 15 britannico
- 4 maggio - Nedžad Maksumić, poeta e regista teatrale bosniaco
- 4 maggio - Chris Packham, conduttore televisivo inglese
- 4 maggio - Qin Guorong, ex calciatore cinese
- 4 maggio - Herbert Vianna, cantautore e chitarrista brasiliano
- 5 maggio - Flavio Boltro, trombettista italiano
- 5 maggio - Michael Cates, fisico britannico
- 5 maggio - Mike Dunleavy, politico statunitense
- 5 maggio - Éric Humbertclaude, musicista, compositore e musicologo francese
- 5 maggio - Ali Hussein, calciatore iracheno († 2016)
- 5 maggio - Sam Merriman, ex giocatore di football americano statunitense
- 5 maggio - Andrea Pisano, ex pallanuotista e allenatore di pallanuoto italiano
- 5 maggio - Tom Schanley, attore statunitense
- 5 maggio - Luís Sobrinho, ex calciatore portoghese
- 5 maggio - Rob Williams, cestista statunitense († 2014)
- 6 maggio - John Beatty, fumettista statunitense
- 6 maggio - George Clooney, attore, regista e produttore cinematografico statunitense
- 6 maggio - Isabelle Guérin, ex ballerina francese
- 6 maggio - Roser Llop, cestista spagnola († 2001)
- 6 maggio - Frans Timmermans, politico olandese
- 6 maggio - Marek Żukow-Karczewski, storico, giornalista e pubblicista polacco
- 7 maggio - Phil Campbell, chitarrista britannico
- 7 maggio - Lucile Hadžihalilović, regista, sceneggiatrice e montatrice francese
- 7 maggio - Kamandar Madžydaŭ, ex lottatore bielorusso
- 7 maggio - Mario Montorfano, allenatore di calcio e ex calciatore italiano
- 7 maggio - Graziano Pizzimenti, politico italiano
- 7 maggio - Robert Spano, direttore d'orchestra e pianista statunitense
- 8 maggio - Bill de Blasio, politico statunitense
- 8 maggio - Helmut Brunner, ex slittinista italiano
- 8 maggio - Fabrizio Failla, giornalista e telecronista sportivo italiano
- 8 maggio - Daniele Garella, compositore, poeta e scrittore italiano († 2024)
- 8 maggio - Jozef Michalko, ex cestista, allenatore di pallacanestro e dirigente sportivo cecoslovacco
- 8 maggio - Cláudia Monteiro, ex tennista brasiliana
- 8 maggio - John Moolenaar, politico e farmacista statunitense
- 8 maggio - Maria Paiato, attrice italiana
- 8 maggio - Andrea Pollack, nuotatrice tedesca († 2019)
- 8 maggio - José Luis Gerardo Ponce de León, vescovo cattolico argentino
- 8 maggio - Davide Santorsola, pianista e compositore italiano († 2014)
- 8 maggio - Jim Sheppard, bassista statunitense
- 8 maggio - Akira Taue, ex wrestler e lottatore di sumo giapponese
- 8 maggio - Yeh Su-chuan, ex cestista taiwanese
- 9 maggio - Nicolò Anselmi, vescovo cattolico italiano
- 9 maggio - Tullio Boi, disegnatore italiano
- 9 maggio - John Corbett, attore e cantante statunitense
- 9 maggio - George Cowie, allenatore di calcio e ex calciatore scozzese
- 9 maggio - Chip Engelland, ex cestista e allenatore di pallacanestro statunitense
- 9 maggio - Glenn Layendecker, ex tennista statunitense
- 9 maggio - Kaisa Valtakari, ex cestista finlandese
- 10 maggio - Piero Barbareschi, pianista italiano
- 10 maggio - Danny Carey, batterista statunitense
- 10 maggio - Roberto Cotroneo, scrittore, giornalista e critico letterario italiano
- 10 maggio - Massimo Liberati, ex kickboxer italiano
- 10 maggio - Francesco Martone, attivista e ex politico italiano
- 10 maggio - Luciano Mirone, giornalista e saggista italiano
- 10 maggio - Kim Nye, ex calciatrice e allenatrice di calcio neozelandese
- 10 maggio - Park Yang-gye, ex cestista sudcoreana
- 10 maggio - Blyth Tait, fantino neozelandese
- 10 maggio - Johanna ter Steege, attrice olandese
- 11 maggio - Christiane Arp, giornalista tedesca
- 11 maggio - Marco Castoro, giornalista italiano
- 11 maggio - Paul Diamond, ex wrestler e ex calciatore jugoslavo
- 11 maggio - Vladimir Aleksandrovič Kolokol'cev, poliziotto e politico russo
- 11 maggio - Sona MacDonald, attrice austriaca
- 11 maggio - Ciro Marques Delgado, ex nuotatore brasiliano
- 11 maggio - Daniel Nikolac, calciatore venezuelano († 2020)
- 11 maggio - Patrizia Pasqui, drammaturga e regista teatrale italiana
- 11 maggio - Kesang Wangmo Wangchuck, principessa bhutanese
- 12 maggio - Thomas Dooley, allenatore di calcio e ex calciatore statunitense
- 12 maggio - Billy Duffy, chitarrista britannico
- 12 maggio - Philippe Graton, scrittore e fotografo belga
- 12 maggio - André Krogsæter, ex calciatore norvegese
- 12 maggio - Frank Darío Kudelka, allenatore di calcio argentino
- 12 maggio - Bruce McCulloch, attore, regista e comico canadese
- 12 maggio - Lar Park-Lincoln, attrice, produttrice cinematografica e regista statunitense († 2025)
- 12 maggio - Ženja Sarandaliev, ex sollevatore bulgaro
- 13 maggio - Pierluigi Astore, doppiatore e direttore del doppiaggio italiano
- 13 maggio - Fabrizio Contri, attore italiano
- 13 maggio - Siobhan Fallon Hogan, attrice statunitense
- 13 maggio - Jeong Gi-dong, ex calciatore sudcoreano
- 13 maggio - Ralph Milne, calciatore scozzese († 2015)
- 13 maggio - Peter Michael Muhich, vescovo cattolico statunitense († 2024)
- 13 maggio - Susanna Parigi, cantautrice, musicista e compositrice italiana († 2023)
- 13 maggio - Ghislain Printant, allenatore di calcio francese
- 13 maggio - Éva Rakusz, ex canoista ungherese
- 13 maggio - Dennis Rodman, ex cestista e allenatore di pallacanestro statunitense
- 13 maggio - Małgorzata Turska, ex cestista polacca
- 13 maggio - Yutaka Sado, direttore d'orchestra giapponese
- 14 maggio - Costanzo Celestini, allenatore di calcio, dirigente sportivo e ex calciatore italiano
- 14 maggio - Ulrike Folkerts, attrice tedesca
- 14 maggio - Nicola Gioitta, gioielliere italiano († 1990)
- 14 maggio - Lucio Gregoretti, compositore italiano
- 14 maggio - Jean Leloup, cantante e chitarrista canadese
- 14 maggio - Primo Maragliulo, allenatore di calcio, dirigente sportivo e ex calciatore italiano
- 14 maggio - Flavio Mucciante, giornalista italiano
- 14 maggio - Tim Roth, attore britannico
- 14 maggio - Valerie Still, ex cestista e allenatrice di pallacanestro statunitense
- 14 maggio - Jerry Trimble, attore, artista marziale e stuntman statunitense
- 15 maggio - Katrin Cartlidge, attrice britannica († 2002)
- 15 maggio - Giselle Fernández, giornalista e conduttrice televisiva statunitense
- 15 maggio - Daniel Giménez Cacho, attore spagnolo
- 15 maggio - Larry Holden, attore statunitense († 2011)
- 15 maggio - Melle Mel, rapper e disc jockey statunitense
- 15 maggio - Enrico Rosso, alpinista italiano
- 15 maggio - Roberta Voltolini, cantante italiana († 1996)
- 15 maggio - Bobby Wells, ex pugile britannico
- 16 maggio - Paolo Capodacqua, chitarrista italiano
- 16 maggio - Solveig Dommartin, attrice e regista francese († 2007)
- 16 maggio - The Godfather, ex wrestler statunitense
- 16 maggio - Kevin McDonald, attore e doppiatore canadese
- 16 maggio - Jean Hanff Korelitz, scrittrice statunitense
- 16 maggio - Félix Rivera, cestista portoricano († 2021)
- 16 maggio - Jeannette Rodríguez Delgado, attrice venezuelana
- 16 maggio - Rusiate Rogoyawa, ex fondista figiano
- 16 maggio - Davide Tortorella, autore televisivo, paroliere e traduttore italiano
- 17 maggio - Trish Cockrem, ex cestista australiana
- 17 maggio - Bryan Elsley, sceneggiatore e produttore televisivo scozzese
- 17 maggio - Corey Johnson, attore statunitense
- 17 maggio - Enya, musicista e cantante irlandese
- 17 maggio - Leoš Svárovský, flautista e direttore d'orchestra ceco
- 17 maggio - Bruce Thomas, attore statunitense
- 18 maggio - Dario Bond, politico italiano
- 18 maggio - Paolo Colombo, storico italiano
- 18 maggio - Janez Jeglič, alpinista sloveno († 1997)
- 18 maggio - Sergio Michele Piffari, politico italiano
- 18 maggio - Donald Rodney, artista britannico († 1998)
- 18 maggio - Barbara Rossi, telecronista sportiva, ex tennista e allenatrice di tennis italiana
- 18 maggio - Félix Vera, ex calciatore boliviano
- 19 maggio - Peter Gutteridge, musicista neozelandese († 2014)
- 19 maggio - Firdaus Kabirov, pilota di rally russo
- 19 maggio - Vittorio Malingri, navigatore, marinaio e progettista italiano
- 19 maggio - Gregory Poirier, sceneggiatore e regista statunitense
- 19 maggio - Fiorenzo Tassinari, sassofonista e compositore italiano
- 19 maggio - Bruno Torrisi, attore italiano
- 20 maggio - Clive Allen, ex calciatore, allenatore di calcio e dirigente sportivo britannico
- 20 maggio - Attilio Caja, allenatore di pallacanestro e dirigente sportivo italiano
- 20 maggio - Peter Diamandis, ingegnere, medico e imprenditore statunitense
- 20 maggio - Esposito Bros., fumettista italiano
- 20 maggio - Lisa Kron, drammaturga, paroliera e attrice statunitense
- 20 maggio - Maurizio Milani, comico, scrittore e attore teatrale italiano
- 20 maggio - Bernard Occelli, ex copilota di rally francese
- 20 maggio - Roberta Pinotti, politica italiana
- 20 maggio - Anna Signeul, allenatrice di calcio e ex calciatrice svedese
- 20 maggio - Owen Teale, attore gallese
- 20 maggio - Dan Wilson, cantautore, polistrumentista e produttore discografico statunitense
- 21 maggio - Brent Briscoe, attore statunitense († 2017)
- 21 maggio - Viktor Kuznecov, ex nuotatore sovietico
- 21 maggio - Simonetta Martone, conduttrice televisiva, produttrice televisiva e giornalista italiana
- 21 maggio - Tilbe Saran, attrice e regista teatrale turca
- 21 maggio - Davide Sparti, filosofo e sociologo italiano
- 22 maggio - Giosuè Boetto Cohen, giornalista, scrittore e conduttore televisivo italiano
- 22 maggio - Rolando Chilavert, allenatore di calcio e ex calciatore paraguaiano
- 22 maggio - Ann Cusack, attrice statunitense
- 22 maggio - Dan Frost, ex pistard e dirigente sportivo danese
- 22 maggio - Luigi Gubitosi, dirigente d'azienda italiano
- 22 maggio - Michael Kostroff, attore statunitense
- 22 maggio - Louise Mushikiwabo, politica ruandese
- 22 maggio - Roberto Napoletano, giornalista e scrittore italiano
- 22 maggio - Carmelo Sardo, giornalista e scrittore italiano
- 23 maggio - Bartolomeo Amidei, politico italiano
- 23 maggio - Erin Baker, ex triatleta neozelandese
- 23 maggio - Michael Eder, ex sciatore alpino tedesco
- 23 maggio - Daniele Massaro, ex calciatore italiano
- 23 maggio - Milena Matejkovičová, ex mezzofondista e velocista ceca
- 23 maggio - Fodil Megharia, ex calciatore algerino
- 23 maggio - Josep Maria Raventós, allenatore di pallacanestro spagnolo
- 23 maggio - Mike Richardson, ex giocatore di football americano statunitense
- 24 maggio - Shō Aikawa, attore e compositore giapponese
- 24 maggio - Ilaria Alpi, giornalista e fotoreporter italiana († 1994)
- 24 maggio - Abdulla Aripov, politico uzbeko
- 24 maggio - Cho Yoon-hwan, ex calciatore sudcoreano
- 24 maggio - Tiziana Lo Conte, cantante e musicista italiana
- 24 maggio - A. Ralph Mollis, politico statunitense
- 24 maggio - Maria Rosa Quario, giornalista e ex sciatrice alpina italiana
- 24 maggio - Alessandra Riegler, scacchista italiana
- 24 maggio - Ismael Urtubi, allenatore di calcio e ex calciatore spagnolo
- 24 maggio - Stefano Zuffi, storico dell'arte italiano
- 25 maggio - Aziz Akhannouch, imprenditore e politico marocchino
- 25 maggio - Frank Nopper, politico tedesco
- 25 maggio - Hiro Saito, wrestler giapponese
- 25 maggio - Peter Shirtliff, allenatore di calcio e ex calciatore inglese
- 25 maggio - Antonino Solarino, politico italiano
- 25 maggio - Paul Thompson, ex cestista statunitense
- 25 maggio - Tite, allenatore di calcio e ex calciatore brasiliano
- 26 maggio - Enzo Avolio, attore, doppiatore e drammaturgo italiano
- 26 maggio - Angela Bandini, apneista italiana
- 26 maggio - Giovanni Bruzzo, fumettista e illustratore italiano
- 26 maggio - Andrea Balzola, drammaturgo e saggista italiano
- 26 maggio - Bernd Büchner, fisico tedesco
- 26 maggio - Anna Carlucci, autrice televisiva e regista italiana
- 26 maggio - Simone Frasca, illustratore e scrittore italiano
- 26 maggio - Sue Hearnshaw, ex lunghista britannica
- 26 maggio - Robert Matthews, atleta paralimpico britannico († 2018)
- 26 maggio - Steve Pate, golfista statunitense
- 26 maggio - Adriano Pennino, musicista, arrangiatore e direttore d'orchestra italiano
- 26 maggio - Paolo Pochesci, dirigente sportivo, allenatore di calcio e ex calciatore italiano
- 26 maggio - Tarsem Singh, regista indiano
- 26 maggio - Juris Tone, bobbista lettone
- 27 maggio - José Luíz Barbosa, ex mezzofondista brasiliano
- 27 maggio - Izaskun Bilbao, giurista e politica spagnola
- 27 maggio - Marie Bunel, attrice francese
- 27 maggio - Luca Coletto, politico italiano
- 27 maggio - Larbi El Hadi, ex calciatore algerino
- 27 maggio - Peri Gilpin, attrice statunitense
- 27 maggio - Carlo Monai, politico italiano
- 27 maggio - Pierre-Henri Raphanel, ex pilota automobilistico francese
- 27 maggio - Cathy Silvers, attrice statunitense
- 27 maggio - Jill Sterkel, ex nuotatrice statunitense
- 28 maggio - María Bayo, soprano spagnolo
- 28 maggio - Pietro Cataldi, critico letterario e italianista italiano
- 28 maggio - Steve Clifford, allenatore di pallacanestro statunitense
- 28 maggio - Tony D'Amario, attore francese († 2005)
- 28 maggio - Roland Gift, musicista e attore britannico
- 28 maggio - Richard A. Knaak, scrittore statunitense
- 28 maggio - Laura Marinoni, attrice e cantante italiana
- 28 maggio - Vida Vencienė, dirigente sportiva e ex fondista lituana
- 29 maggio - Melissa Etheridge, cantante e musicista statunitense
- 29 maggio - John Miceli, batterista statunitense
- 29 maggio - Gregg Thompson, ex calciatore statunitense
- 29 maggio - Paola Viganò, architetta italiana
- 30 maggio - Craig Bockhorn, attore statunitense
- 30 maggio - Gianrico Carofiglio, scrittore, ex magistrato e ex politico italiano
- 30 maggio - Kitty Carruthers, ex pattinatrice artistica su ghiaccio statunitense
- 30 maggio - Ralph Carter, attore e cantante statunitense
- 30 maggio - Pierina Correa, architetta e politica ecuadoriana
- 30 maggio - Luciano De Paola, allenatore di calcio e ex calciatore italiano
- 30 maggio - Jan Matouš, biatleta cecoslovacco
- 31 maggio - István Busa, ex schermidore ungherese
- 31 maggio - Francesco De Luca, politico italiano
- 31 maggio - Günter Güttler, allenatore di calcio e ex calciatore tedesco
- 31 maggio - Jarosław Jechorek, ex cestista polacco
- 31 maggio - Oleg Rjaskov, regista sovietico
- 31 maggio - Lea Thompson, attrice e regista statunitense
- 31 maggio - Hernán Torres, allenatore di calcio e ex calciatore colombiano